# La Rouvière
La Rouvière – miejscowość i gmina we Francji, w regionie Oksytania, w departamencie Gard.
Według danych na rok 1990 gminę zamieszkiwały 353 osoby, a gęstość zaludnienia wynosiła 45 osób/km² (wśród 1545 gmin Langwedocji-Roussillon La Rouvière plasuje się na 594. miejscu pod względem liczby ludności, natomiast pod względem powierzchni na miejscu 866.).